# Кравчук, Валерий Анатольевич
Валерий Анатольевич Кравчук (род. 8 июня 1955, Нагорное, Одесская область) — советский тяжелоатлет, двукратный чемпион СССР (1981, 1984), чемпион Европы (1981), чемпион мира (1981). Заслуженный мастер спорта СССР (1981).

## Биография
Родился 6 июня 1955 года в селе Нагорное Одесской области.
Вырос в городе Жёлтые Воды, где в возрасте 13 лет начал заниматься тяжёлой атлетикой под руководством Михаила Муравьёва. После окончания школы поступил в Криворожский горнорудный институт, который окончил в 1977 году. Переехал в Кривой Рог и продолжил тренироваться у Григория Кривоноса. Также в его тренировках принимал участие Зиновий Архангородский.
С 1978 года член сборной СССР по тяжёлой атлетике. Наиболее значимых успехов добивался в 1981 году. После победы на чемпионате СССР был включён в состав сборной страны на чемпионате мира и Европы в Лилле и в упорной борьбе со своим товарищем по команде Вячеславом Клоковым завоевал золотые медали этих соревнований. В последующие несколько лет оставался одним из ведущих советских атлетов тяжёлого веса, в 1984 году вновь выиграл чемпионат СССР, но более не получил возможности выступить на крупнейших международных турнирах.
После завершения своей спортивной карьеры работал старшим научным сотрудником в Криворожском горнорудном институте, защитил диссертацию на соискание учёной степени кандидата технических наук. В дальнейшем переехал в Киев, где возглавил «Киевский центр новых технологий».

## Награды
- Заслуженный мастер спорта СССР (1981);
- Медаль «За трудовую доблесть».